# Orthaea caudata
Orthaea caudata är en ljungväxtart som först beskrevs av A.C. Smith, och fick sitt nu gällande namn av J.L. Luteyn. Orthaea caudata ingår i släktet Orthaea och familjen ljungväxter. Inga underarter finns listade i Catalogue of Life.